# Bécarde verte
Pachyramphus viridis
Espèce
Statut de conservation UICN

 LC  : Préoccupation mineure
La Bécarde verte (Pachyramphus viridis) est une espèce de passereaux de la famille des Tityridae.

## Description

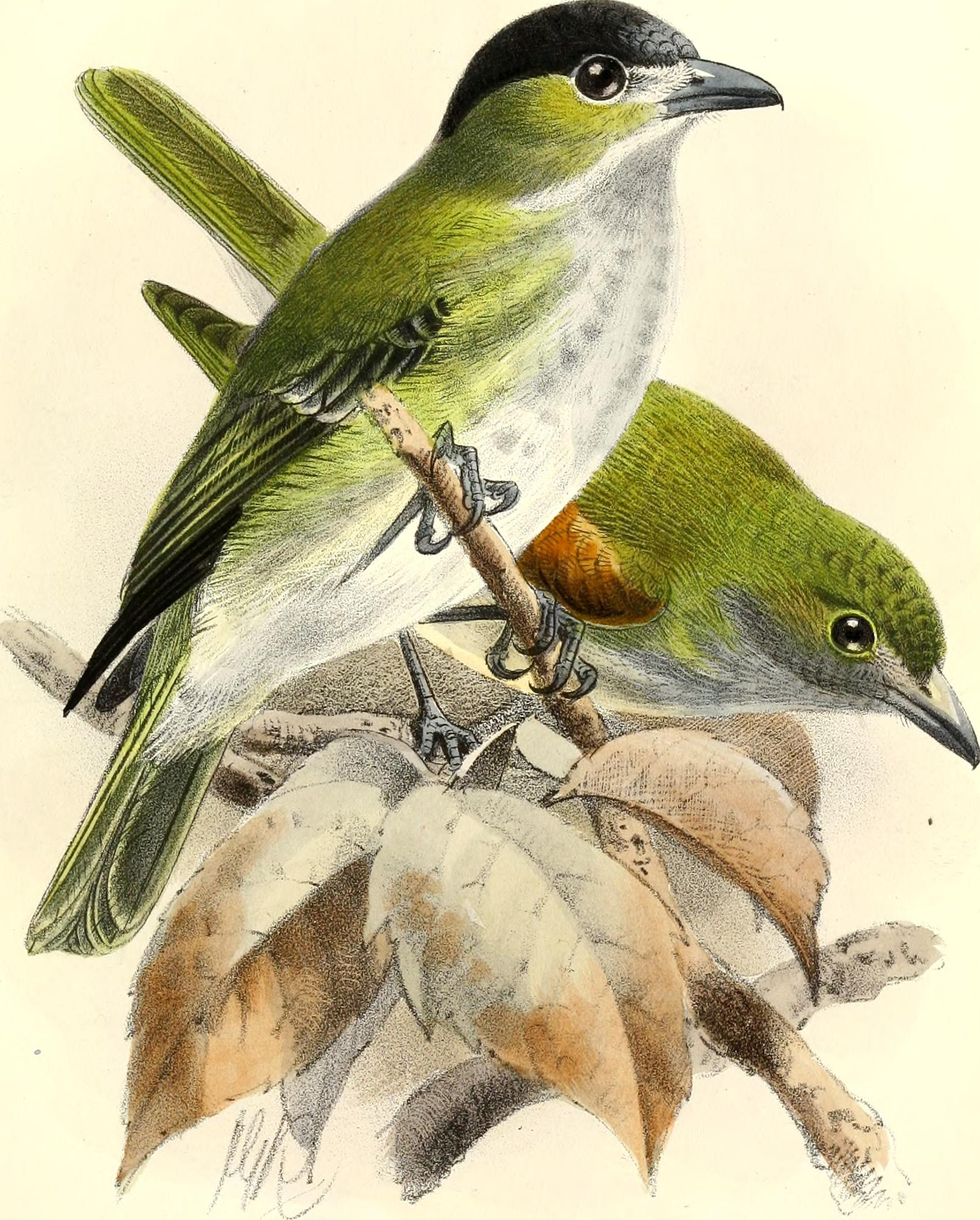

## Liste des sous-espèces
Selon la classification de référence du Congrès ornithologique international (15.1, 2025) :
- P. v. griseigularis Salvin & Godman, 1883 — plateau guyanais et nord du Brésil ;
- P. v. viridis (Vieillot, 1816) — est de la Bolivie, Brésil, Paraguay et Selva Misionera.